# Station Nanterre-La Folie
Nanterre-La Folie is een spoorwegstation gelegen in de Franse gemeente Nanterre in het departement Hauts-de-Seine.

## Geschiedenis
Het station was oorspronkelijk een emplassement voor vrachttreinen, maar werd heringericht en is vanaf 6 mei 2024 geopend voor reizigersverkeer, in eerste instantie als westelijk eindpunt van de verlengde RER Lijn E. Bij de heraanleg werd de civiele techniek in 2020 afgerond waarna men begon met het herleggen van de sporen.

## Het station
Nanterre-La Folie is uitgerust met acht perronsporen ontsloten door vier perrons.  Het station is eigendom van en wordt geëxploiteerd door de Franse spoorwegmaatschappij SNCF. Het station is al voorzien voor toekomstige uitbreiding en bijkomende lijnen. 
Het station bevindt zich in de buurt van het station Nanterre-Préfecture, aan de RER A, maar er is geen afgegrendelde verbinding tussen de stations van de twee RER-lijnen, enkel de publieke weg. Het station biedt ook overstapmogelijkheden op de bussen 160, 163, 259 en 276 van de RATP.
Het station bestaat uit een enkele voetgangersbrug die de vier perrons bedient en deze verbindt met het toekomstige station van de Parijse metrolijn 15 in het zuiden, nog later ook bediend door de lijnen 18 en 19 en een verlenging van lijn 1, alle in het kader van het project Grand Paris Express. Er is geen gesloten stationsgebouw, en geen banken op de perrons. De noordelijke toegang tot de voetgangersbrug (richting Nanterre-Préfecture) zal open zijn zodra het station opengaat, maar de zuidelijke toegang zal enkel open zijn gedurende de opening van het metrostation van lijn 15.
Treinen van of naar het oosten van RER lijn E zullen de vier binnenste sporen gebruiken, terwijl doorgaande treinen de twee buitenste sporen zullen gebruiken.

## Treindienst
| Serie | Treinsoort | Route | Bijzonderheden |
| ----- | ---------- | --- | -------------- |
| RER E | RER (SNCF) | Nanterre-La Folie – La Défense – Neuilly - Porte Maillot – Haussmann Saint-Lazare – Magenta – Noisy-le-Sec – [ Gagny – Chelles-Gournay ] / [ Nogent - Le Perreux – Villiers-sur-Marne - Le Plessis-Trévise – Émerainville - Pontault-Combault – Gretz-Armainvilliers – Tournan ] |                |

| Richting       | Vorig station  | Lijn  | Volgend station | Richting                                |
| -------------- | -------------- | ----- | --------------- | --------------------------------------- |
| Eindbestemming | Eindbestemming | RER E | La Défense      | Chelles-Gournay                         |
| Eindbestemming | Eindbestemming | RER E | La Défense      | Villiers-sur-Marne - Le Plessis-Trévise |
| Eindbestemming | Eindbestemming | RER E | La Défense      | Tournan                                 |